# لادیره
لادیره (انگلیسی: Ladurée) شرکت صنایع غذایی فرانسوی است، که در سال ۱۸۶۲ تأسیس شد.